# Diocesi di Palangkaraya
La diocesi di Palangkaraya (in latino Dioecesis Palangkaraiensis) è una sede della Chiesa cattolica in Indonesia suffraganea dell'arcidiocesi di Samarinda. Nel 2021 contava 96.742 battezzati su 2.633.558 abitanti. È retta dal vescovo Aloysius Maryadi Sutrisnaatmaka, M.S.F.

## Territorio
La diocesi comprende per intero la provincia indonesiana del Kalimantan Centrale sull'isola di Borneo.
Sede vescovile è la città di Palangkaraya, dove si trova la cattedrale di Santa Maria.
Il territorio si estende su 153.564 km² ed è suddiviso in 27 parrocchie.

## Storia
La diocesi è stata eretta il 5 aprile 1993 con la bolla Venerabiles Fratres di papa Giovanni Paolo II, ricavandone il territorio dalla diocesi di Banjarmasin.
Originariamente suffraganea dell'arcidiocesi di Pontianak, il 14 gennaio 2003 è entrata a far parte della nuova provincia ecclesiastica di Samarinda.

## Cronotassi dei vescovi
Si omettono i periodi di sede vacante non superiori ai 2 anni o non storicamente accertati.
- Yulius Aloysius Husin, M.S.F. † (5 aprile 1993 - 13 ottobre 1994 deceduto)
  - Sede vacante (1994-2001)
- Aloysius Maryadi Sutrisnaatmaka, M.S.F., dal 23 gennaio 2001

## Statistiche
La diocesi nel 2021 su una popolazione di 2.633.558 persone contava 96.742 battezzati, corrispondenti al 3,7% del totale.
| anno | popolazione | popolazione | popolazione | presbiteri | presbiteri | presbiteri | presbiteri                | diaconi | religiosi | religiosi | parrocchie |
| anno | battezzati  | totale      | %           | numero     | secolari   | regolari   | battezzati per presbitero | diaconi | uomini    | donne     | parrocchie |
| ---- | ----------- | ----------- | ----------- | ---------- | ---------- | ---------- | ------------------------- | ------- | --------- | --------- | ---------- |
| 1999 | 50.781      | 1.769.812   | 2,9         | 26         | 6          | 20         | 1.953                     |         | 27        | 64        | 19         |
| 2000 | 52.660      | 1.805.208   | 2,9         | 23         | 6          | 17         | 2.289                     |         | 24        | 71        | 19         |
| 2001 | 53.618      | 1.807.013   | 3,0         | 26         | 6          | 20         | 2.062                     |         | 26        | 93        | 19         |
| 2002 | 48.666      | 1.801.006   | 2,7         | 28         | 6          | 22         | 1.738                     | 1       | 33        | 89        | 19         |
| 2003 | 51.116      | 1.828.022   | 2,8         | 34         | 7          | 27         | 1.503                     |         | 38        | 92        | 19         |
| 2004 | 53.585      | 2.332.864   | 2,3         | 32         | 9          | 23         | 1.674                     |         | 30        | 89        | 19         |
| 2013 | 74.017      | 2.304.097   | 3,2         | 52         | 18         | 34         | 1.423                     |         | 45        | 119       | 22         |
| 2016 | 80.453      | 2.675.476   | 3,0         | 56         | 16         | 40         | 1.436                     |         | 53        | 131       | 23         |
| 2019 | 95.285      | 2.787.090   | 3,4         | 68         | 25         | 43         | 1.401                     |         | 50        | 150       | 25         |
| 2021 | 96.742      | 2.633.558   | 3,7         | 71         | 24         | 47         | 1.362                     |         | 57        | 175       | 27         |